# Portrait du comte Louis-Mathieu Molé
Le Comte Mathieu-Louis Molé (1781-1855) est un tableau du peintre Jean-Auguste-Dominique Ingres (1780-1867), réalisé en 1834. Le comte Mathieu-Louis Molé est un homme politique du XIXe siècle. Le tableau est aujourd’hui conservé au musée du Louvre.

## Historique du tableau
C’est Mathieu-Louis Molé (1781-1855) qui a sollicité Ingres pour l’exécution de son portrait. Le tableau, achevé le 5 octobre 1834, a été exposé en octobre et novembre 1834 dans l’atelier du peintre, où il a rencontré un réel succès de la part de la critique et des professionnels Par la suite, depuis son exécution, le portrait a été conservé dans la descendance du comte Molé.
Classé trésor national le 19 avril 2006 quand son propriétaire a fait courir le bruit qu’il voulait s’en séparer, le tableau a finalement été acheté par le Louvre en juin 2009 pour la somme de 18 M€. Le Louvre a été aidé dans cette acquisition par la Banque de France, le groupe Eiffage, le groupe Mazars, et la Société des amis du Louvre.
Auparavant, les visiteurs de l’exposition « Ingres », qui s’était tenue au Louvre entre février et mai 2006, avaient pu l’admirer.

## Description
Le tableau est de format 147 cm sur 114 cm. Le décor est sobre : on peut voir une plume et un livre derrière le modèle, à droite ; le comte est accoudé à un fauteuil dont le tissu rouge est ponctuellement éclairé. Deux effets de lumière éclairent l’un le visage à l’expression à la fois grave et mélancolique du modèle, l’autre ses mains. La main droite tient un lorgnon.
Le corps est montré de trois quarts et le visage est peint de face, regardant avec calme le spectateur du tableau.
L’ensemble dégage une double impression de sérénité et de tristesse.
Le tableau est signé et daté, en bas à gauche : J. Ingres Pinxit. 1834 et on peut lire l’inscription suivante, en haut à droite : Mathieu louis comte mole.

## Réalisation du portrait
Lorsque Ingres exécuta son portrait, en 1834, Molé connaissait une longue éclipse politique, après avoir été ministre des Affaires étrangères durant quelques mois. Il revint aux affaires en 1836, devenant président du Conseil.
Le peintre a éprouvé des difficultés pour réaliser cette œuvre. Sa première idée était de représenter Molé assis, puis il prit le parti de peindre son modèle debout, adossé à un fauteuil. Le comte Molé est décrit comme un anxieux, un mélancolique, et Ingres devait rendre cette réalité psychologique intime dans sa représentation du comte.
Charles Marcotte d’Argenteuil, confident du peintre, recevait régulièrement ses impressions de travail où l’artiste se plaignait d’emblée de la « lenteur et la maladresse » de « ceux que j’avais employés à m’aider dans des accessoires » – prouvant ainsi que son atelier devait au départ participer à l’exécution du tableau. Par la suite, Ingres peignit lui-même l’ensemble de l’œuvre, entraîné par une insatisfaction quotidienne dans son travail :  (Lettre de Marcotte à Léopold Robert, 1er septembre 1834).

## L’œuvre dans la carrière du peintre
Le tableau a donc rejoint début 2010, sur une même cimaise, au musée du Louvre, les deux autres grands portraits masculins d’Ingres peints sous Louis-Philippe et présents au Louvre, Monsieur Bertin et le duc d’Orléans. Il s’agit là de trois représentations de personnages de la monarchie de Juillet : un grand bourgeois, au tempérament robuste, aux engagements politiques et sociaux ; un prince brillant, courageux et amateur d’art ; un ministre rigoureux, austère et au caractère romantique». Ingres avait reçu en 1832 la commande du portrait d’un de ses amis, le puissant « patron de presse » Louis-François Bertin (tableau acquis par le Louvre en 1897). Une dizaine d’années plus tard, il réalisait le portrait du duc d’Orléans. Le portrait du comte Molé est donc l’avant-dernier des grands portraits réalisés par le peintre.
Ingres se plaignait des commandes de portraits qui lui étaient passées par des personnalités de l’époque, alors qu’il désirait demeurer pour la postérité comme un peintre d’histoire. Mais Baudelaire, en 1846, a écrit qu’Ingres était le portraitiste par excellence : « Les portraits de M. Bertin, de M. Molé et de Mme d’Haussonville [sont] de vrais portraits, c’est-à-dire la reconstruction idéale des individus ».